# うわさの報告書
『うわさの報告書』（うわさのほうこくしょ）は、東京12チャンネル（後に「テレビ東京」と社名変更）で1975年10月6日から1976年3月26日まで毎週月曜 - 金曜 19:30 - 19:54 （日本標準時）に放送されていた情報番組である。生放送。

## 概要
ニュースの真相に迫ることをコンセプトにした番組。番組は毎回2つのニュースを取り上げ、リポーターに現場の状況報告をさせていた。

## 出演者
- イーデス・ハンソン - 総合司会を担当。
- ひびきわたる[2]
- 高山栄[3]

## 前後番組
| 東京12チャンネル 月曜 19:30 - 19:54                                 | 東京12チャンネル 月曜 19:30 - 19:54                       | 東京12チャンネル 月曜 19:30 - 19:54                                                 |
| 前番組                                                              | 番組名                                                    | 次番組                                                                              |
| ------------------------------------------------------------------- | --------------------------------------------------------- | ----------------------------------------------------------------------------------- |
| ワンサくん 再放送 ※19:30 - 19:55                                    | うわさの報告書（月曜） （1975年10月6日 - 1976年3月22日）  | 歌え!ヤングヒット'76 （1976年4月5日 - 1976年6月28日） ※19:00 - 19:54                |
| 東京12チャンネル 火曜 19:30 - 19:54                                 |                                                           |                                                                                     |
| -                                                                   | うわさの報告書（火曜） （1975年10月7日 - 1976年3月23日）  | ゼロテスター 再放送 ※19:30 - 20:00                                                  |
| 東京12チャンネル 水曜 19:30 - 19:54                                 |                                                           |                                                                                     |
| 正義を愛する者 月光仮面 再放送 ※19:30 - 19:55 【水曜19:00枠へ移動】 | うわさの報告書（水曜） （1975年10月8日 - 1976年3月24日）  | 忍者キャプター （1976年4月7日 - 1977年1月26日） ※19:30 - 20:00                      |
| 東京12チャンネル 木曜 19:30 - 19:54                                 |                                                           |                                                                                     |
| 神秘の海底動物 ※19:30 - 19:55                                       | うわさの報告書（木曜） （1975年10月9日 - 1976年3月25日）  | 野生アニマル ※19:30 - 20:00                                                         |
| 東京12チャンネル 金曜 19:30 - 19:54                                 |                                                           |                                                                                     |
| 死のビッグレース ※19:30 - 19:55                                     | うわさの報告書（金曜） （1975年10月10日 - 1976年3月26日） | カップル誕生 （1976年4月2日 - 1976年7月9日） ※19:30 - 20:00 【金曜19:00枠から移動】 |